# Săcălaia
Săcălaia – wieś w Rumunii, w okręgu Kluż, w gminie Fizeșu Gherlii. W 2011 roku liczyła 234 mieszkańców.